# Schloss Schöningen

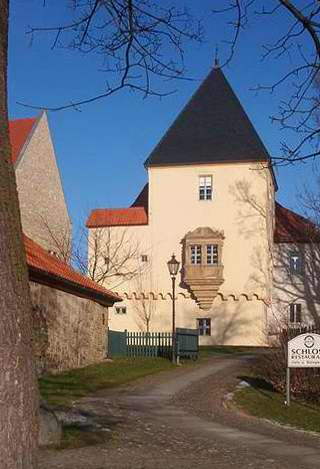
Schloss Schöningen, südlicher Eckturm

Das Schloss Schöningen ist ein von Welfenherzog Magnus I. errichtetes ehemaliges Jagdschloss in Schöningen im Landkreis Helmstedt. Es war auch als Grenzfeste zu den Gebieten der Bischöfe von Halberstadt und Magdeburg gedacht. Die Schlossanlage gehörte zu den prunkvollsten Gebäuden nahe dem Elm. Sie diente den Welfenherzögen und ihrem Gefolge oft als Unterkunft bei Treibjagden. Bei einer Jagd sollen sie mit 3000 Treibern in den Elm gezogen sein.

## Baubeschreibung
Die von Herzog Magnus von Braunschweig–Lüneburg errichtete Anlage wurde durch Umbauten im 16. und 17. Jahrhundert sowie spätere Umgestaltungen für eine landwirtschaftliche Nutzung stark verändert. Trotzdem ist der Grundriss der spätmittelalterlichen Anlage heute noch ablesbar. Im Unterbau des Schlosses sind Reste des alten Palas’ erhalten. Der Osttrakt der Vierflügelanlage wird an seinen Ecken von zwei quadratisches Türmen mit Zeltdach flankiert. Der südliche von ihnen besitzt eine Seitenlänge von etwa sieben Metern bei einer Mauerstärke von rund zwei Metern. Im Südflügel findet sich die ehemalige Schlosskapelle mit Rippengewölbe. Der an die Schlossgebäude grenzende Schlosspark wurde bis 1991 neu gestaltet, genauso wie der symmetrische Garten südlich des Schlosses aus den 1990er Jahren stammt.

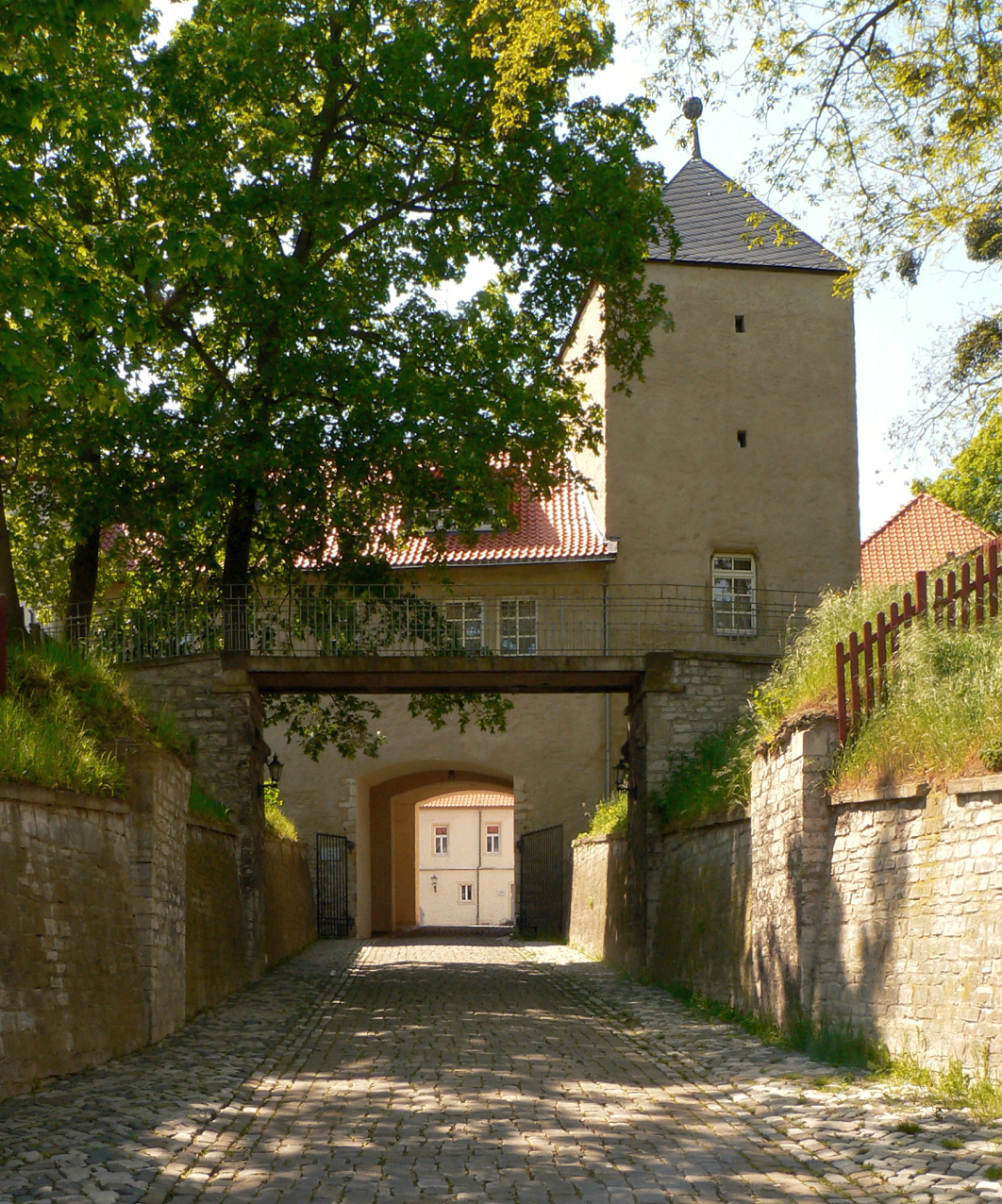
Osteingang mit Hausmannsturm
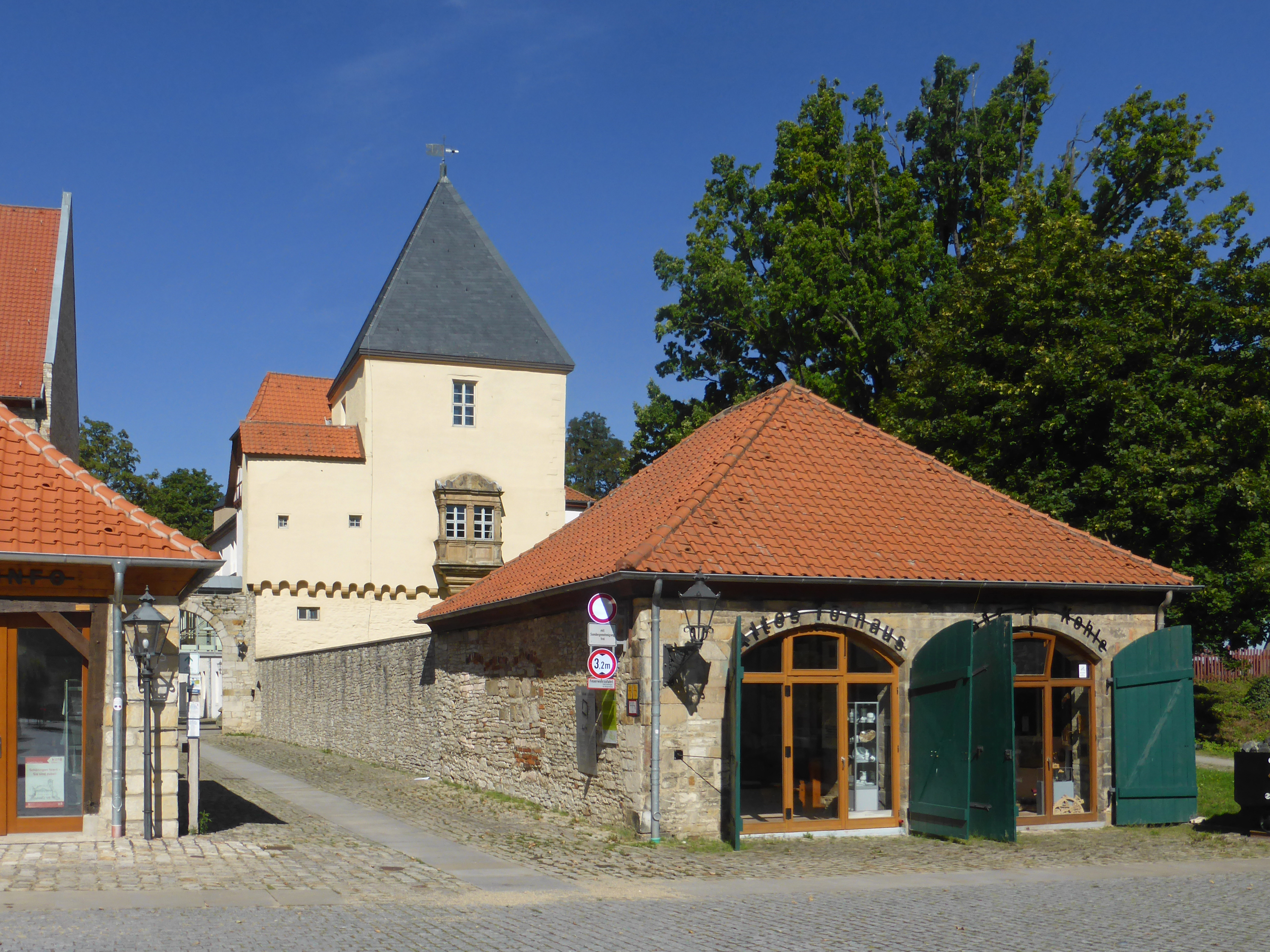
Torhaus mit Südeingang
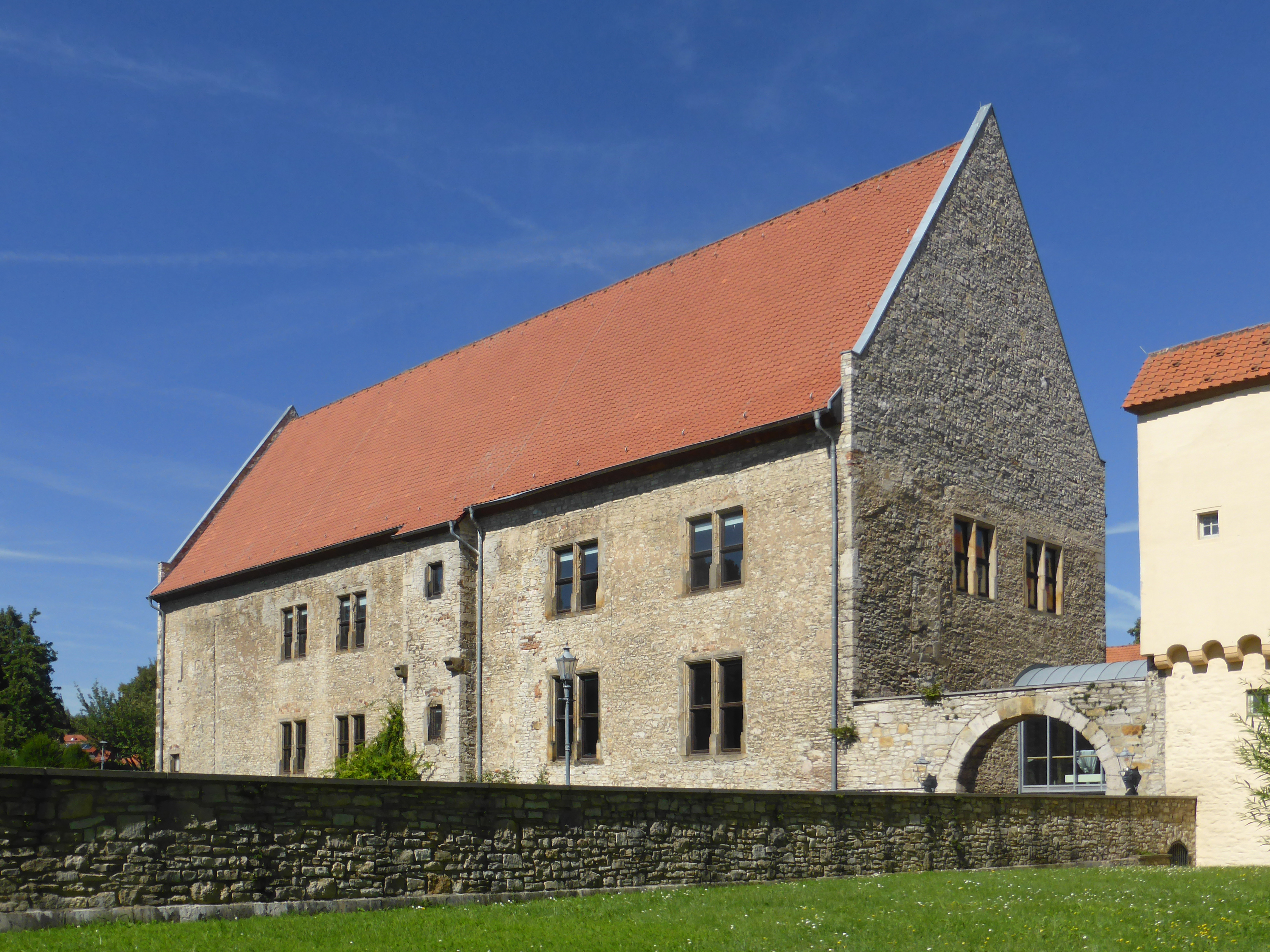
Palas
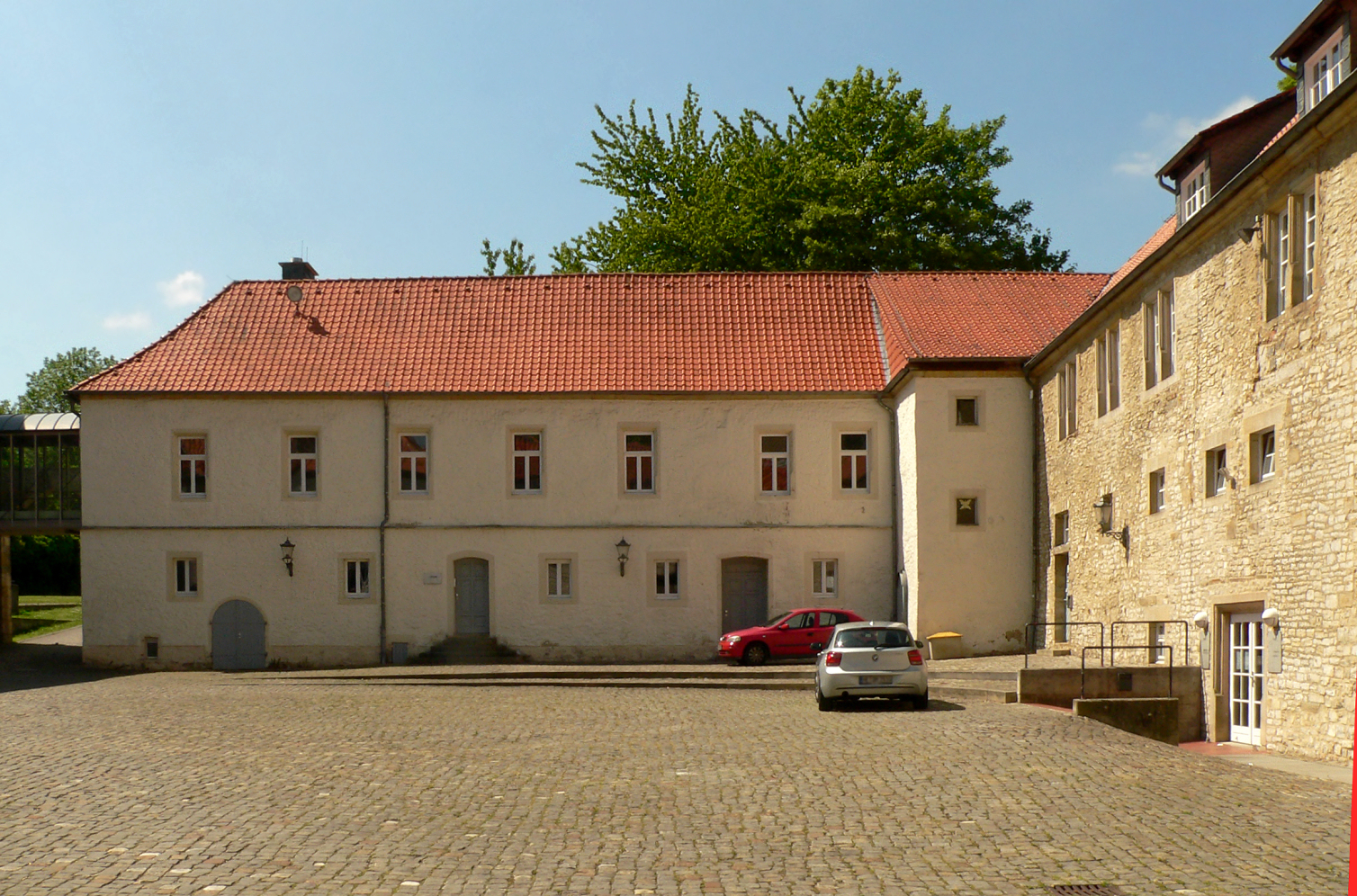
Schlosshof

## Geschichte

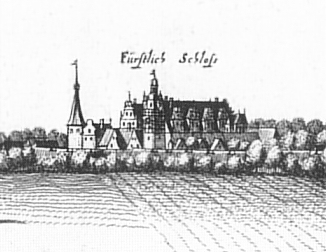
Schloss Schöningen auf einem Kupferstich von Merian, 1654

Herzog Magnus I. von Braunschweig-Lüneburg gründete das Schloss Schöningen um 1350 als Jagdsitz und Grenzfeste, die 1542 während des Schmalkaldischer Kriegs beschädigt wurde, als der Schmalkaldische Bund gegen Herzog Heinrich den Jüngeren in einen Religionskrieg zog. Anfang des 16. Jahrhunderts wurde die Anlage zu einem Schloss um- und ausgestaltet und diente bis zum 17. Jahrhundert drei Braunschweiger Herzoginnen, Sophia Jagiellonica (Sophie Jagiello), Elisabeth von Dänemark und Anna Sophia von Brandenburg, als Witwensitz. Zugleich wurde Schöningen Amtssitz. Die drei Frauen nahmen großen Einfluss auf die Entwicklung des Schlosses. Als Herzogin Sophia, Schwester des polnischen Königs Sigismund II., nach dem Tod ihres Mannes Heinrich II. von 1568 bis 1575 im Schloss lebte, ließ sie einen heute nicht mehr existierenden Lustgarten anlegen. Elisabeth, die Schwester Christians IV. von Dänemark und Mutter des tollen Christians von Halberstadt, wohnte in der Zeit von 1613 bis 1626 dort. Sie gestaltet den Palas im Stil der Renaissance vollständig um und ließ den West- und Nordflügel neu errichten. Herzogin Anna Sophia, geborene Prinzessin von Brandenburg, die Schloss Schöningen von 1628 bis 1659 nutzte, herrschte hier fast selbständig. Die Einrichtung einer Lateinschule am Markt der Stadt geht auf sie zurück.
Im Jahr 1661 ließ Herzog August II. die Anlage entfestigen und das Zeughaus abreißen. Von 1679 bis 1683 lebte Anna-Sophie, die zweite Tochter Herzog Anton Ulrichs von Braunschweig, verheiratet mit dem Markgrafen Karl Gustav von Baden-Durlach, im Schloss. Zuvor hatte ihre Schwester Katharina von Brandenburg die Anlage als Wohnsitz genutzt, ehe sie im August 1644 dort verstorben war. Am 25. Januar 1681 war Schloss Schöningen Ort der Heirat von Elisabeth Eleonore von Braunschweig-Wolfenbüttel und Herzog Bernhard I. von Sachsen-Meiningen.
Im Jahr 1733 hatte das Schloss  mit dem preußischen Kronprinzen Friedrich – der spätere König Friedrich der Große einen besonders hochgestellten Gast. Er übernachtete dort auf der Anreise zu seiner Hochzeit mit Elisabeth Christine von Braunschweig-Wolfenbüttel-Bevern im Schloss Salzdahlum.
Seit 1815 der Amtssitz von Schöningen nach Helmstedt verlegt worden war, war das Schloss zur Domäne herabgestuft. Nachfolgend verfielen Palas und Nebengebäude. Erst 1970 wurde der landwirtschaftliche Betrieb auf dem Gelände eingestellt. In jenem Jahr veräußerte das Land Niedersachsen die Gebäude an Privatleute. Die Stadt Schöningen erwarb erst einmal nur das umliegende Freigelände. Im Zeitraum von 1978 bis 1983 kaufte sie dann drei Flügel des Schlossgevierts hinzu, darunter den völlig verfallenen Palas und den Amtsgerichtsgarten im Süden des Schlosses. In der Folge fanden Restaurierungen statt. Begonnen wurde mit dem Marstall und seinem Umbau zu einem Jugendzentrum. Es folgte die Einrichtung eines Informationszentrums des Kuratoriums Unteilbares Deutschland zur Wiedervereinigung. Nach dem Erwerb des einstigen Pächterhauses der Schlossdomäne aus dem Jahr 1911 durch die Stadt wurde auch dieses Gebäude ab 1985 zeitgleich mit dem Palas und dem Gärtnerhaus restauriert. Die Stadt übergab das wiederhergestellte Schloss 1996 der Öffentlichkeit, ehe 1997 bis 1998 die Wiederherstellung des Barockgartens sowie bis zum Jahr 2000 noch die Restaurierungen des Wachhauses folgten. Neben den oben genannten Einrichtungen ist dort heute auch ein Hotel-Restaurant beheimatet.